# 4 жовтня
4 жовтня 277-й день року (278-й у високосні роки) у григоріанському календарі. До кінця року залишається 88 днів.

## Свята і пам'ятні дні

### Міжнародні
- ООН: Початок Всесвітнього тижня космосу (4-10 жовтня)
- Всесвітній день тварин

### Національні
- Лесото: День Незалежності (1966)
- Мозамбік: День миру і злагоди (1992)

### Релігійні
Амон Нітрійський
Петроній Болонський (католицтво)
Франциск Ассізький (католицтво)
Православні:
- Сщмч. Єрофея, єп. Афінського.
- Блгв. кн. Володимира Ярославовича, Новгородського, чудотворця.
- Прпп. Елладія й Онисима, затворників Києво-Печерських, в Ближніх печерах.
- Прп. Аммона, затворника Києво-Печерського, в Дальніх печерах.
- Мчч. Гаїя, Фавста, Євсевія і Херимона.
- Сщмч. Петра Капітолійського.
- Мцц. Домнини та дочок її Віринеї (Вероніки) і Проскудії (Просдоки).
- Прп. Амона.
- Прп. Павла Препростого.
- Мчч. Давикта (Адавкта) і дочки його Калісфенії.
- Свт. Стефана Щиляновича.

## Іменини
✙ Православні: Володимир, Петро, Вероніка, Павло, Степан
✝  Католицькі:

## Події

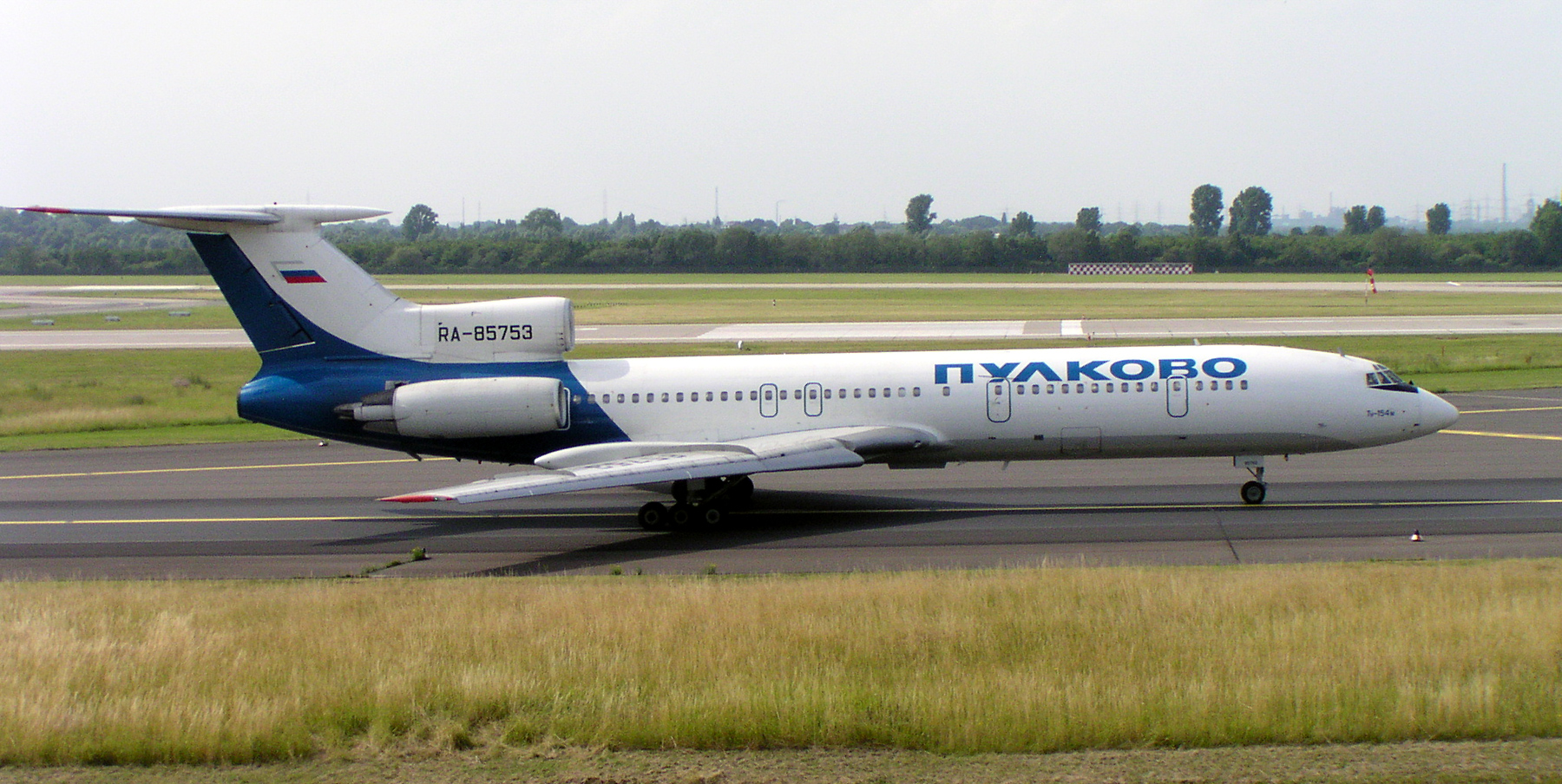
Ту-154

- 1535 — надруковано першу англомовну Біблію («Біблія короля Якова»).
- 1582 — Папа Римський Григорій XIII оголосив про проведення реформи календаря, яка мала за мету ліквідувати помилку в обчисленні дат: з моменту введення юліанського календаря до XVI століття «набігла» різниця в 10 днів порівняно з астрономічною датою. Згідно з нововведенням Папи, після 4 жовтня 1582 року одразу ж наступало 15 жовтня. Новий календар отримав назву «григоріанського».
- 1675 — нідерландський фізик Хрістіан Гюйґенс запатентував кишеньковий годинник
- 1772 — під час церемонії у Львові Антон фон Перґен від імені імператорів Марії Терези та Йозефа ІІ офіційно проголосив про повернення Королівства Галичини та Володимирії під владу монарха Королівства Угорщина, який мав право претендувати на Галицько-Волинське князівство — Руське королівство — з часів Середньовіччя.
- 1780 — після загибелі свого керівника члени експедиції британського мореплавця Джеймса Кука повернулися на батьківщину
- 1812 (21 вересня за ст. ст.) — в Криму заклали Нікітський ботанічний сад
- 1830 — у результаті повстання в Брюсселі проти нідерландського короля Віллема I було проголошено незалежність Бельгії
- 1875 — декретом австро-угорського цісаря Франца-Йосифа I засновано університет у Чернівцях (тепер Чернівецький національний університет імені Юрія Федьковича)
- 1883 — вперше вирушив у рейс «Східний експрес», що з'єднав Османську імперію з Західною Європою
- 1890 — у Львові створено Русько-Українську Радикальну Партію — першу українську політичну партію
- 1900 — розпочала роботу Львівська опера
- 1904 — у Швеції створено футбольний клуб «Ґетеборґ»
- 1910 — у Португалії скинуто королівську владу, країну проголошено демократичною республікою
- 1911 — у Лондоні введено в дію перший у світі ескалатор
- 1916 — заснований Романов-на-Мурмані, ниніншій Мурманськ
- 1927 — у Брюсселі за ініціативою Міжнародної організації праці засновано Міжнародну асоціацію соціального забезпечення
- 1937 — у газеті «Правда» з'явилася критична стаття, згідно з якою українську мову потрібно більше наблизити до російської (див. Харківський правопис)
- 1941 — в ході Другої Світової війни німецькі війська зайняли місто Запоріжжя
- 1947 — ЦК КП(б)У ухвалив рішення про створення 7 спеціальних оперативних груп для ліквідації членів Центрального та крайових проводів ОУН
- 1948 — Рада Міністрів СРСР прийняла ухвалу про виселення сімей «бандитських і націоналістичних елементів»
- 1957 — з космодрому Тюратам у Казахській РСР запущено перший у світі штучний супутник Землі під назвою «Супутник-1». ООН проголосила цей день Днем початку космічної ери людства
- 1958 — із Лондона до Нью-Йорку розпочалися перші регулярні трансатлантичні рейси реактивних літаків
- 1965 — Папа Римський Павло VI видав буллу, якою зняв з євреїв звинувачення у смерті Ісуса Христа

- 1968 — відбувся перший політ пасажирського літака Ту-154
- 1989 — у Києво-Печерській лаврі відкрито духовну семінарію Руської Православної церкви
- 1991 — лідери всіх республік СРСР, крім балтійських, підписали договір про економічне співробітництво
- 1992 — Конфедерація народів Кавказу зажадала від Росії та Грузії визнання незалежності Чеченської республіки Ічкерія, Республіки Абхазія та Південної Осетії.
- 1993 — після 10-годинної атаки урядові війська взяли штурмом будівлю Верховної Ради РФ. Були заарештовані лідери антиєльцинської опозиції.
- 1994 — У Швейцарії спалили себе 48 членів секти «Орден Храму Сонця»
- 2001 — британські вчені розшифрували генетичний матеріал бактерії, що викликає чуму
- 2001 — катастрофа пасажирського літака Ту-154 авіакомпанії «Сибір» над Чорним морем під час навчальних стрільб ПС ЗС України

## Народились
Дивись також Категорія:Народились 4 жовтня
- 973 — Біруні (Абу Рейхан Мухаммед ібн-Ахмад аль-Біруні), середньоазійський вчений-енциклопедист (п. 1048)
- 1289 — Людовик X Сварливий, король Франції у 1314-1316 роках та король Наварри у 1305-1316 (Людовик I)
- 1472 — Лукас Кранах старший, німецький художник епохи Відродження, батько Ганса Кранаха і Лукаса Кранаха молодшого
- 1515 — Лукас Кранах Молодший, німецький художник-живописець, син Лукаса Кранаха Старшого, молодший брат Ганса Кранаха
- 1657 — Франческо Солімена, італійський художник доби бароко, представник неаполітанської художньої школи
- 1720 — Джованні Баттіста Піранезі, італійський гравер і архітектор (п. 1778)
- 1814 — Жан-Франсуа Мілле, французький художник (п. 1875)
- 1847 — Луї Буссенар, французький письменник, автор пригодницьких романів (п. 1910)
- 1892 — Юрій Клен, український поет-неокласик (п. 1947)
- 1895 — Бастер Кітон, американський комедійний кіноактор, відомий як «Велике кам'яне обличчя»; дід актора Майкла Кітона (п. 1966)
- 1903 — Ернст Кальтенбруннер, шеф Головного управління імперської безпеки (РСХА) нацистської Німеччини (страчений за вироком Нюрнберзького трибуналу 1946 року)
- 1916 — Віталій Гінзбург, радянський і російський фізик-теоретик, лауреат Нобелівської премії з фізики (2003)
- 1917 — Рохір ван Аарде, нідерландський письменник та журналіст, автор роману «Замах» про політичне вбивство Степана Бандери (п. 2007)
- 1924 — Чарльтон Фестон, американський кіноактор, лауреат «Оскара» (за участь у блокбастері «Бен-Гур», 1959)
- 1934 — Виродова-Готьє Валентина Гаврилівна, український художник-живописець і педагог
- 1944 — Валерій Поркуян, український футболіст, триразовий чемпіон СРСР
- 1946 — Сюзан Сарандон (справжнє ім'я Сюзан Ебігейл Томалінг), американська актриса, лауреат «Оскара» (за участь у фільмі «Приречений на смерть іде», 1995; інші фільми: «Атлантик-Сіті», «Тельма і Луїза», «Іствіцькі відьми», «Клієнт»)
- 1949 — Асанте Арманд, американський кіноактор («Полювання на диявола», «Одіссей», «Ґотті», «Стриптиз», «Суддя Дредд», «Сліпа справедливість», «Фатальний інстинкт», «Королі Мамбо»)
- 1959 — Кріс Лоу, британський поп-співак (учасник гурту Pet Shop Boys)
- 1976 — Алісія Сілверстоун, американська кіноактриса («Повернення з минулого», «Бетмен і Робін», «Справжній злочин», «Нянька»)
- 1977 — Олена Яценко, українська гандболістка, бронзова призерка Олімпійських ігор (2004)
- 1980 — Томаш Росицький, чеський футболіст («Спарта» (Прага), «Борусія» (Дортмунд), «Арсенал» (Лондон))
- 2005 — Еммануель Бельгійський, син короля Бельгії Філіпа I.

## Померли
Дивись також Категорія:Померли 4 жовтня
- 1660 — Франческо Альбані, італійський художник болонської школи.
- 1669 — Рембрандт Гарменс ван Рейн, нідерландський живописець і графік (*1606)
- 1747 — Амаро Парго, пірат, іспанський капер та торговець.
- 1872 — Даль Володимир Іванович, письменник, лексикограф, етнограф. Основна праця: «Толковый словарь велікорусского наречія русского языка»)(томи 1-4, 1863–1866). Літературний псевдонім: Козак Луганський.
- 1874 — Юркевич Памфіл Данилович, український філософ, професор) Київської Духовної Академії.
- 1889 — Вальтер Олександр Петрович, український анатом та фізіолог, професор кафедри фізіологічної анатомії та мікроскопії Київського Університету.
- 1904 — Фредерік Бартольді, французький скульптор XIX століття. автор статуї «Свобода» в гавані міста Нью-Йорк, подарованої Францією США.
- 1930 — Олена Пчілка, українська письменниця (*1849)
- 1934 — Заньковецька Марія Костянтинівна, українська актриса і театральна діячка, провідна зірка українського театру кінця ХІХ і початку ХХ століть.
- 1937  — Іван Микитенко, український письменник і драматург.
- 1947 — Планк Макс, німецький фізик, один з основоположників квантової механіки, автор праць з термодинаміки, теорії відносності, лауреат Нобелівської премії в галузі фізики (1918) (*1858)
- 1970 — Джоплін Дженіс, американська співачка рок-музики (причина смерті — передозування героїну) (*1943).
- 2000 — Майкл Сміт, канадський біохімік англійського походження, лауреат Нобелівської премії з хімії 1993, яку він розділив з Кері Маллісом.
- 2009 — Мерседес Соса, аргентинська співачка, відома як «голос Латинської Америки».
- 2010  — Норман Віздом, відомий англійський кіноактор-комік, ексцентрик, композитор, продюсер та сценарист.